# Chogyū Takayama
Pour les articles homonymes, voir Takayama (homonymie).
Chogyū Takayama (高山 樗牛), 28 février 1871 – 24 décembre 1902, de son vrai nom Takayama Rinjirō, est le nom de plume d'un écrivain et critique littéraire japonais. Il influence la littérature japonaise à la fin de l'ère Meiji avec son mélange d'individualisme romantique, de concepts d'accomplissement personnel, d'esthétique et de nationalisme. Toutefois, bon nombre des œuvres de Chogyū semblent énigmatique aux lecteurs contemporains en raison du style archaïque qu'il emploie.

## Jeunesse
Chogyū naît dans ce qui est à présent la ville de Tsuruoka dans la préfecture de Yamagata. Son père est un samouraï de second rang du domaine de Shōnai, qui trouve un emploi dans la police après la restauration Meiji. À l'âge de deux ans, il est adopté par la famille de sa tante.
En 1887, il entre au lycée de Sendai où il excelle en anglais et littérature anglaise. Tandis qu'il étudie la philosophie à l'Université impériale de Tokyo, il est influencé par les concepts d'accomplissement personnel et de nationalisme de Thomas Hill Green.

## Carrière littéraire
Chogyū participe à un concours de fiction parrainé par le journal Yomiuri Shimbun et le remporte avec son roman semi-historique, Takiguchi Nyūdō. C'est d'ailleurs son premier et unique roman. Tandis qu'il est encore étudiant, il cofonde la revue littéraire Teikoku Bungaku (« Littérature impériale ») et soumet des articles au magazine littéraire Taiyō (« soleil »), dont il devient plus tard rédacteur en chef. Il change également de résidence officielle et s'installe dans Hokkaidō pour éviter la conscription.
En 1896, Chogyū retourne à Sendai pour enseigner l'anglais et la logique dans un prestigieux lycée. Une révolte étudiante l'année suivante le contraint à abandonner l'enseignement pour éditer un magazine littéraire et il retourne à Tokyo. C'est à cette époque qu'il épouse Satō Sugi.
Durant la montée de l'ultra-nationalisme qui saisit le Japon à la suite de la première guerre sino-japonaise de 1895 et de la Triple intervention, Chogyū écrit au sujet de son identité en tant que japonais. Il rédige des articles patriotiques mettant l'accent sur l'unicité de l'empereur avec ses sujets. Il salue également le concept d'individualisme tel qu'exposé dans les écrits de Walt Whitman. Il est aussi partisan du pan-asianisme, affirmant que la tendance générale de la civilisation occidentale est celle du nationalisme racial et que les alliances avec les nations occidentales produisent finalement une concurrence, si ce n'est même une guerre raciale. Cependant, Chogyū se dit plus tard préoccupé par le développement des tendances militaristes au Japon.
En 1898, alors maître de conférences à l'université Waseda, Chogyū affirme que le mérite des peintures historiques réside dans la beauté de la peinture elle-même, qui révèle la beauté idéalisée, ou l'esthétique d'une période historique. Il publie Kinsei Bigaku (« l'esthétique moderne ») en 1899, en présentant des théories quelque peu en contradiction avec l'approche esthétique de Mori Ogai.
En 1900, le ministère de l'Éducation sélectionne Chogyū pour étudier en Europe avec Natsume Sōseki, avec un poste à l'université impériale de Kyoto à lui réservé à son retour, mais il contracte la tuberculose et doit renoncer. Au cours de sa convalescence, il écrit des articles faisant l'éloge de Friedrich Nietzsche et d'autres consacrés à l'esthétique. En 1901, Chogyū est nommé professeur à l'université Tōyō. Il enseigne un jour par semaine et consacre la plupart de son temps à l'écriture. En 1902, il reçoit un doctorat en littérature de l'université impériale de Tokyo, écrit sur l'art de la période Asuka. Ce travail le laisse épuisé.
Comme l'air marin est considéré être bénéfique pour les affections pulmonaires, Chogyū quitte Tokyo pour les villes balnéaires d'Atami, Shimizu, Ōiso et enfin Kamakura en vue de se soigner. La probabilité de rétablissement se faisant de plus en plus distante, il tourne son attention vers les enseignements de Nichiren, meneur bouddhiste du XIIIe siècle. Il continue à écrire, mais sur la philosophie religieuse, en particulier le « nichirénisme ». Mais son état s'aggrave et il décède le 24 décembre 1902 dans un hôpital à proximité de Chigasaki. Il demeure la dernière année de sa vie dans une maison située dans l'enceinte du Hase-dera de Kamakura et ses rites funéraires se déroulent au temple. 
Sa tombe se trouve cependant au Ryuge-ji, temple situé à Shimizu, préfecture de Shizuoka. L'inscription sur la tombe provient de l'un de ses écrits : « D'évidence nous devons transcender le présent ». 
Bien que la carrière littéraire de Chogyū dure à peine six ans, il a une influence majeure sur d'autres écrivains japonais tout en restant largement inconnu en dehors du Japon.

## Source de la traduction
- (en) Cet article est partiellement ou en totalité issu de l’article de Wikipédia en anglais intitulé « Takayama Chogyū » (voir la liste des auteurs).